# Селце (Толмин)
Селце (словен. Selce, итал. Selze di Caporetto) је насељено место у општини Толмин, Горишка регија, Словенија.

## Историја
До територијалне реорганизације у Словенији биле су у саставу старе општине Толмин.

## Становништво
У попису становништва из 2011. године, Селце су имале 10 становника.
| Број становника према пописима | Број становника према пописима | Број становника према пописима |
| ------------------------------ | ------------------------------ | ------------------------------ |
| 1991                           | 2002                           | 2011                           |
| 17                             | 12                             | 10                             |